# Chō gekijōban Keroro gunsō
Chō gekijōban Keroro gunsō (超劇場版ケロロ軍曹? lett. "Il sergente Keroro, super versione cinematografica") è un film del 2006 diretto da Nobuhiro Kondo e scritto da Mamiko Ikeda. È il primo film della serie Keroro creata da Mine Yoshizaki.
Keroro e il suo plotone decidono di fare una vacanza tropicale insieme alla famiglia Hinata grazie ad un invito dell’amica Momoka, proprietaria dell’isola in questione. 
Durante la serata Natsumi viene rapita da 2 alieni marini simili ai Keroniani residenti nelle profondità dell’oceano ovvero dei “Meroniani” una razza aliena dove all’interno di questo posto isolato e disabitato viene comandato dal principe Meru e dalla sua assistente di corte Maru che sono gli unici Meroniani li presenti, Meru si affeziona subito a Natsumi e vede in lei la sua futura principessa decidendo fin da subito di tenerla con sè sotto il mare con sua iniziale disapprovazione nonostante i vari tentativi dell’intero plotone e fratello minore della giovane di portarla via di lì, nel tempo però la ragazza si rende conto che il giovane meroniano ha bisogno di un sostegno e decide nonostante la voglia di tornare dalla sua famiglia di rimanere con lui comprendendo il suo stato interiore di solitudine formantosi ciò nel tempo un “legame” che unirà Natsumi a Meru facendo in modo che il legame con la ragazza lo renda forte e indistruttibile arrivando perfino ad unirla a sè combattendo definitivamente con l’intero plotone di Keroro fallendo miseramente visto che sti ultimi riescono a farla tornare in sé nonostante l’influenza di Meru su di lei. 
Tutto si conclude con Natsumi che ritorna finalmente dalla sua vera famiglia e che fa capire a Meru che non è lei la sua vera principessa ma Maru facendo poi in modo grazie all’aiuto del plotone di mandarli nel loro vero pianeta.